# 倉敷市立水島中学校
倉敷市立水島中学校（くらしきしりつみずしまちゅうがっこう）は岡山県倉敷市水島に所在する公立中学校。

## 沿革
この節の主要な出典は倉敷市立水島中学校公式サイト

### 経緯
児島郡福田町立福田中学校水島分校として発足した。 

### 年表
- 1952年（昭和27年）4月 : 児島郡福田町立福田中学校水島分校として発足。
- 1953年4月 : 倉敷市に編入した。
- 1954年4月 : 倉敷市立水島中学校に改称、独立。
- 1972年4月 : 水島北幸町3番1号（現在地）に新校舎が落成し移転した。
- 1972年8月 : プール完成。
- 1980年4月 : 給食配膳室改築。
- 1984年4月 : 障害児学級を開設。
- 2009年（平成21年）3月 : 北棟耐震補強工事完了。
- 2010年9月 : 金工木工棟耐震補強工事完了。
- 2011年2月 : 体育館耐震補強工事完了。

## 部活動
- 運動系部活動
  - 野球部
  - サッカー部
  - ソフトテニス部 男子
  - ソフトテニス部 女子
  - バレーボール部
  - バスケットボール部 女子

- 文化系部活動
  - 吹奏楽部
  - 美術部
  - 園芸部

## 所在地情報
所在地
岡山県倉敷市水島北幸町3-1
交通
栄駅（水島臨海鉄道水島本線）より徒歩9分。

## 通学区域が隣接している学校
- 倉敷市立南中学校
- 倉敷市立連島中学校
- 倉敷市立連島南中学校
- 倉敷市立福田中学校
- 倉敷市立福田南中学校